# Tannenmeise

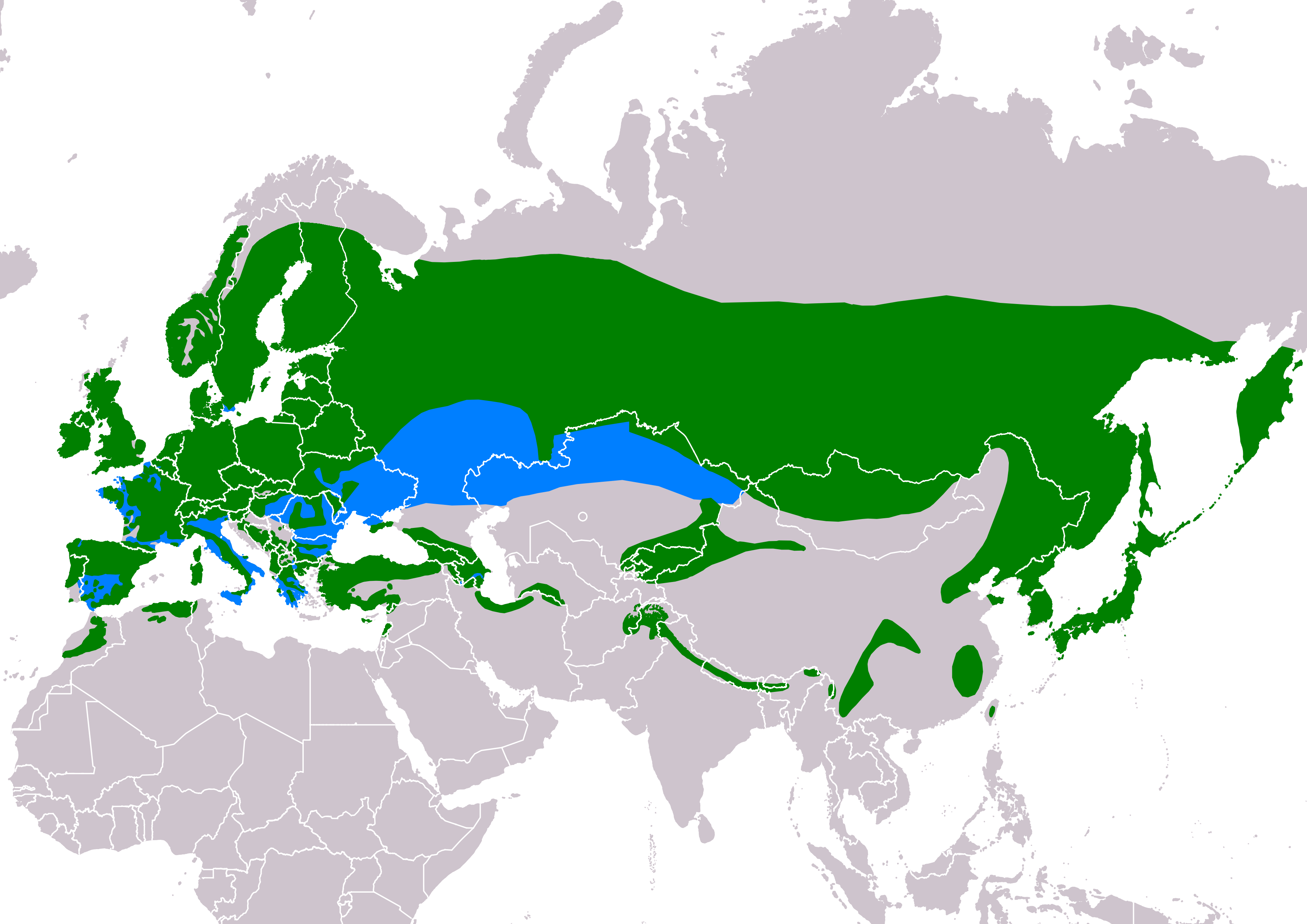
Verbreitungsgebiete der Tannenmeise
Ganzjähriges Vorkommen
Überwinterungsgebiete

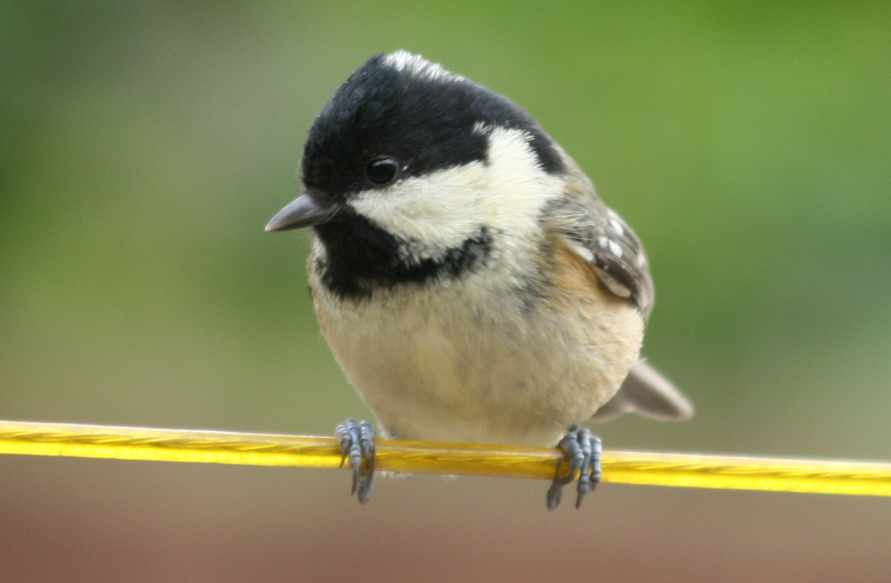
Tannenmeise (auf einer Wäscheleine sitzend)

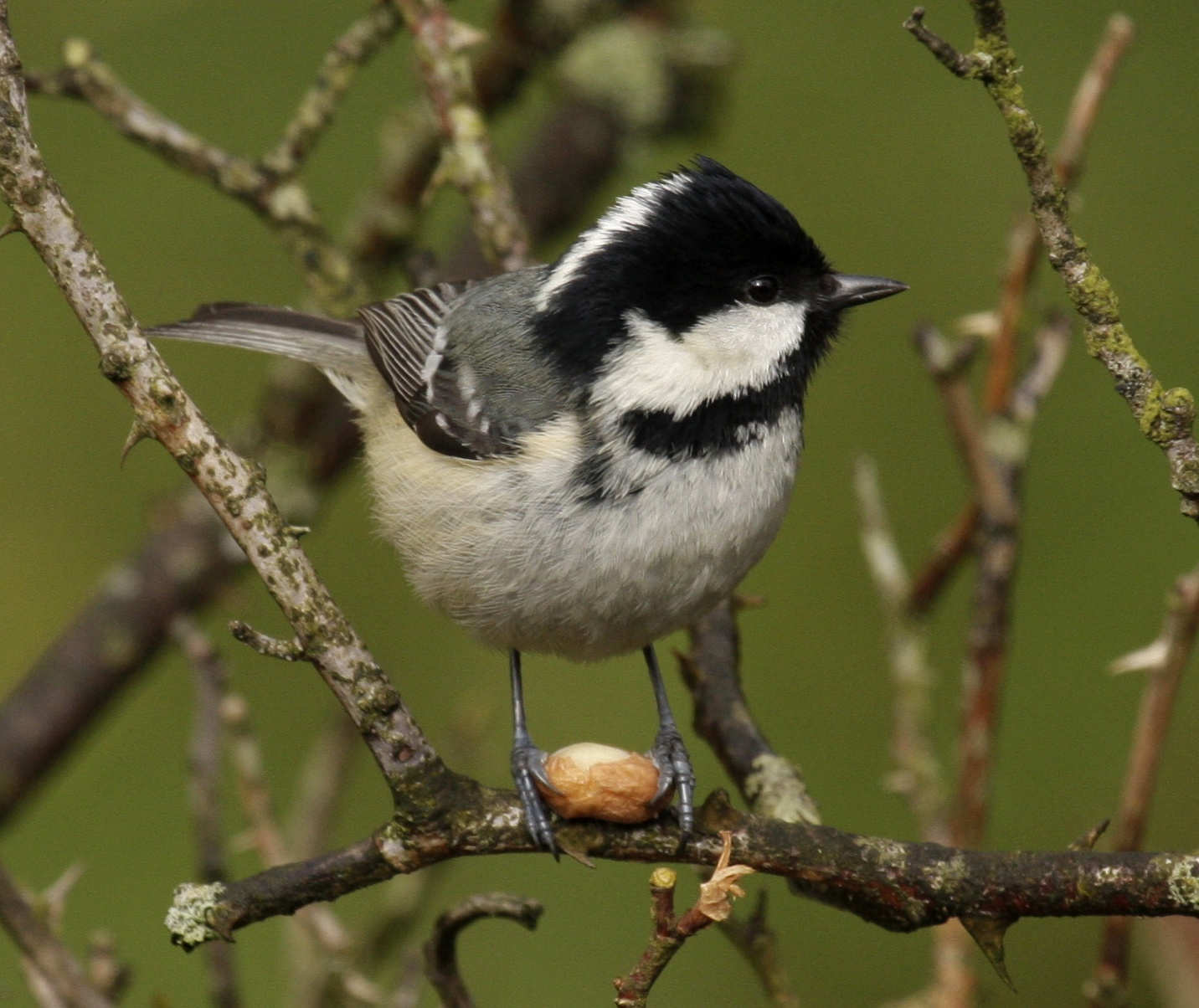

Die Tannenmeise (Periparus ater, Syn.: Parus ater; zu lateinisch ater ‚düster‘) ist eine Vogelart in der Familie der Meisen (Paridae). In Mitteleuropa ist die Tannenmeise ein verbreiteter und sehr häufiger Brut- und Jahresvogel.

## Beschreibung

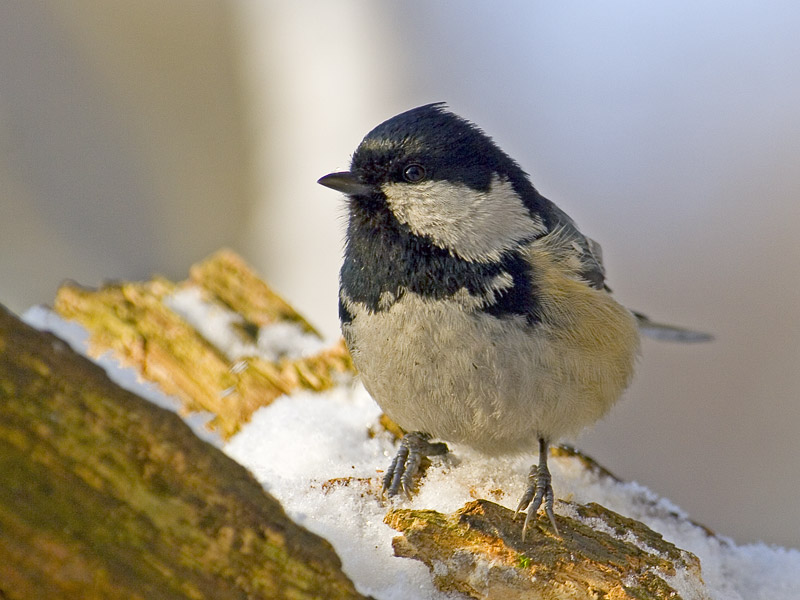

Die Tannenmeise ist knapp 11 Zentimeter lang und zwischen 8 und 10 Gramm schwer. Sie hat einen schwarzen Scheitel mit einem charakteristischen weißen Nackenfleck, der sich als weißer Längsstreifen vom übrigen schwarzen Nackengefieder abhebt. Sie hat weiße oder weißliche Wangen und einen schwarzen Kinnlatz. Die Unterseite ist gelblich bis weißlich mit rahmfarbenen Flanken. Die Oberseite ist bläulichgrau bis olivgrau mit schmaler doppelter weißer Flügelbinde.
Die Rufe klingen leise, dünn nach „si-si“ oder auch schwirrend „sirrrrr“. Der Gesang ist ein hohes, schnelles und leises „wize-wize-wize“.

## Ökologie

### Verbreitung
Die Tannenmeise ist ein Brutvogel der borealen, gemäßigten und mitunter der mediterranen Zone sowie von Gebirgsregionen der Paläarktis. Das Verbreitungsgebiet reicht von der Westküste Europas und dem Norden Afrikas bis zum Pazifik einschließlich Japan. Die Tannenmeise fehlt in Europa nur in den Tieflandgebieten des Mittelmeers, im Westen Frankreichs und an der westlichen Küste des Schwarzmeers. Am Südrand des Areals in Asien gibt es viele isolierte Bergwaldvorkommen.
Der Bestand in Europa umfasst zwischen 12 und 29 Millionen Brutpaare. Kurzfristig kann es zu erheblichen Bestandsschwankungen kommen, da Tannenmeisen bei hoher Populationsdichte abwandern, das Samenangebot sich im Winter verändert oder auch aufgrund klimatischer Faktoren. Die niedrigsten Bestandszahlen fallen mit strengen Wintern mit Fehlmasten der Fichten zusammen.

### Ernährung
Die Nahrung besteht aus Insekten sowie aus Samen verschiedener Nadelhölzer.

### Lebensraum
Der bevorzugte Lebensraum ist der Nadelwald. In Mischwäldern suchen sie die Nadelbäume. In Südeuropa finden sich Tannenmeisen auch in Laubwäldern; in Westeuropa besiedeln sie auch Gärten. Infolge hoher Nachkommenschaften neigt die Art dazu, in unbesiedelte Gebiete vorzudringen. In ihrem riesigen transpaläarktischen Verbreitungsgebiet, das sich von der Atlantikküste quer über Eurasien bis an die Pazifikküste erstreckt, ist die Tannenmeise ein häufiger Brutvogel. In Mitteleuropa ist sie in Nadel- und Mischwäldern von den Niederungen bis an die Baumgrenze flächendeckend vertreten.

### Brutbiologie

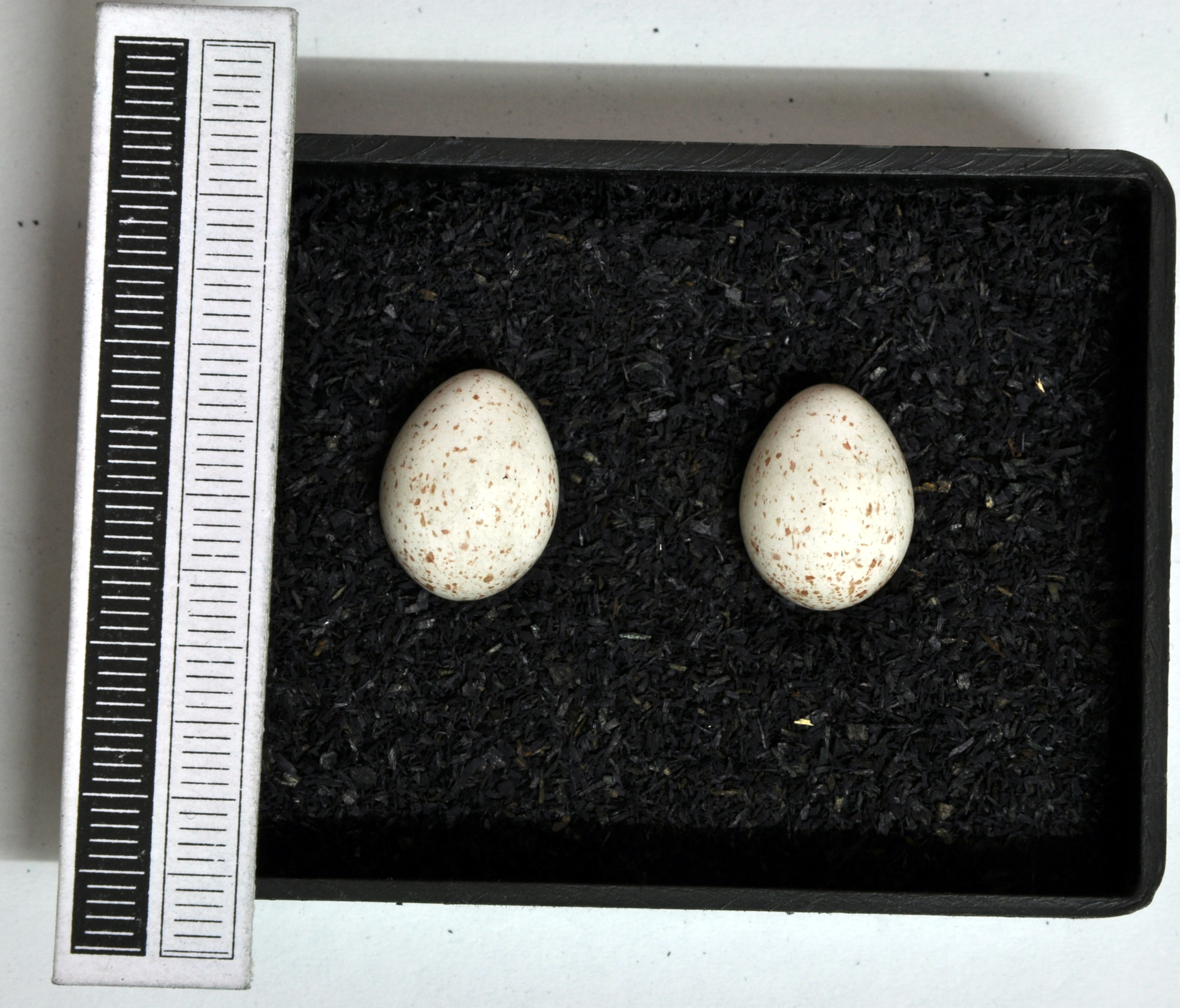
Eier der Tannenmeise (Sammlung Museum Wiesbaden)

Die Tannenmeise legt ihr Nest nicht nur in Baumhöhlen, sondern auch in Felshöhlen, Erdhöhlen und Erdspalten an. Es besteht aus Moos, Wurzeln, Halmen, Flechten und Wolle. Die Brutzeit reicht in Mitteleuropa von April bis Juli. Das Weibchen bebrütet 5 bis 12, meist 8 bis 9 Eier für die Dauer von 13 bis 16 Tagen. Die Jungen sind nach 18 bis 21 Tagen flügge.

## Unterarten
Bisher sind 21 Unterarten bekannt:
- Periparus ater britannicus (Sharpe & Dresser, 1871) kommt in Großbritannien und dem Nordosten Irlands vor.
- Periparus ater hibernicus (Ingram, W, 1910) ist in Irland außer dem Nordosten verbreitet.
- Periparus ater ater (Linnaeus, 1758) kommt in Kontinentaleuropa und in Asien vor. Weniger präsent ist sie von Sibirien bis Kamtschatka, Sachalin, Korea, im Nordosten Chinas und im Nordosten der Mongolei.
- Periparus ater vieirae (Nicholson, 1906) kommt auf der Iberischen Halbinsel vor.
- Periparus ater sardus (Kleinschmidt, O, 1903) kommt auf Korsika und auf Sardinien vor.
- Periparus ater atlas (Meade-Waldo, 1901) ist in Marokko verbreitet.
- Periparus ater ledouci (Malherbe, 1845) kommt im Norden Algeriens und dem Norden Tunesiens vor.
- Periparus ater cypriotes (Guillemard, 1888) ist auf Zypern verbreitet.
- Periparus ater moltchanovi (Menzbier, 1903) kommt im Süden der Krim vor.
- Periparus ater michalowskii (Bogdanov, 1879) kommt im Kaukasus mit Ausnahme des Südwestens und im zentralen und östlichen Südkaukasus vor.
- Periparus ater derjugini Zarudny & Loudon, 1903 ist vom Nordosten der Türkei bis in den Südwesten des Kaukasus verbreitet.
- Periparus ater eckodedicatus (Martens, J, Tietze & Sun, 2006) kommt im Westen Chinas vor.
- Periparus ater phaeonotus (Blanford, 1873) kommt im Südosten Aserbaidschans, im Norden Iran und dem Südwesten Turkmenistans vor. Es könnte sein, dass die Unterart im Winter den Südwesten Irans besucht.
- Periparus ater rufipectus (Severtsov, 1873) kommt vom Südosten Kasachstan bis in den Nordwesten Chinas vor.
- Periparus ater martensi (Eck, S, 1998) ist im Gebiet von Kali Gandaki verbreitet.
- Periparus ater melanolophus (Vigors, 1831) kommt vom Osten Afghanistans über den Nordwesten Pakistans bis in den nordwestlichen Himalaya vor.
- Periparus ater aemodius (Blyth, 1845) kommt im Osten des Himalaya bis in den Norden Myanmars vor.
- Periparus ater pekinensis (Verreaux, J, 1868) ist im östlichen zentralen China verbreitet.
- Periparus ater insularis (Hellmayr, 1902) ist im Süden der Kurilen und in Japan verbreitet.
- Periparus ater kuatunensis (La Touche, 1923) kommt im Südosten Chinas vor.
- Periparus ater ptilosus (Ogilvie-Grant, 1912) kommt auf Taiwan vor.

## Einzelbelege
1. ↑  Bauer et al., S. 112
2. ↑  Bauer et al., S. 113
3. ↑  IOC World Bird List Finches, Waxwings and allies, tits, penduline tits